# Kamøyfjorden
Kamøyfjorden (nordsamisk: Gappevuotna) er en fjord på nordøstsiden af Magerøya i Nordkap kommune i Troms og Finnmark fylke i Norge. Fjorden har indløb mellem Beinviknæringen i nordvest og Hellnes i sydøst og går 14 kilometer mod sydvest til Skipsfjord i enden af fjorden.
Lige syd for Kamøyfjorden ligger Honningsvåg. Store Kamøya er en ø som ligger midt i fjorden næsten helt inde i fjorden. På indersiden af øen ligger fiskelejet Kamøyvær. Her bliver fjorden også delt i to, Duksfjorden går på nordsiden af øen, mens Skipsfjorden går på sydsiden af øen og Skipsfjordnæsset. Kamøyfjorden er 153 meter på det dybeste, lige nordvest for Hellnes. 
Europavej E69 går langs den inderste del af sydsiden.